# Главачок
Монастырь Главачок — православный монастырь, один из старейших и самых важных в Валахии. Его этимология является церковнославянской и означает «голова» или «головной», согласно Йоргу Йордану и Богдану Хашдеу.
Монастырь расположен недалеко от одноименного села и реки. По косвенным данным, монастырь был основан во времена Мирча Старого. Раду Великий подарил монастырю две деревни. Среди жертвователей был Александру II Мирча, и вся его семья была похоронена в монастыре. Монастырь пожертвовали Нягое Басараб, Михня II Турок (Таркитул) и Матей Басараб. Константин Брынковяну обновляют монастырь.
В 1802 году после землетрясения монастырский храм рухнул и сегодня монастырские храмы и архитектура совершенно новые без связи с первоначальными. 